# Concepción Sada
Concepción Sada (Saltillo, Coahuila, 1899-Ciudad de México, 1981) fue una dramaturga, novelista, cuentista y ensayista. Su obra como dramaturga giró en torno al teatro infantil realizando adaptaciones y traducciones y llevando este teatro a proyectos de la Secretaría de Educación Pública. Participó también en la fundación de la Escuela de Arte Teatral.

## Juventud y formación
Sus primeros estudios los realizó en el Colegio Inglés de su ciudad natal, después asistió al Foreign’s School de la Universidad de Tulane, Nueva Orleans y a la British National School en Vancouver, Canadá. Posteriormente, se trasladó de manera permanente a la Ciudad de México, en donde asistió a la Facultad de Filosofía y Letras de la Universidad Nacional Autónoma de México. Una vez concluida su formación académica trabajó para diversos periódicos como El Universal Ilustrado, El Continental y Revista de Revistas bajo el seudónimo de Diana Compecson. No obstante, pronto se dedicaría a la dramaturgia, ingresando en 1936 al grupo teatral llamado La Comedia Mexicana con su obra El tercer personaje (1935), cuya temática gira en torno a lo femenino.

## Trayectoria
En 1937 publicó La hora del festín, una comedia dramática de tres actos, en 1938 su obra Como yo te soñaba fue escenificada por la Compañía de Virginia Fábregas y más tarde, ese mismo año,  estrena Un mundo para mí. Sin embargo, en 1939 se alejó de la escritura para dedicarse a organizar un proyecto de teatro infantil para la Secretaría de Educación Pública. En 1942 fundó El Teatro Infantil en el Palacio de Bellas Artes con el apoyo de otras organizaciones como la Asesoría Nacional de Autores y la Comisión PRO Teatro Mexicano, además ese año estrenó En silencio, su única pieza teatral de cuatro actos. Más tarde, bajo el sexenio de Manuel Ávila Camacho, fue contactada por la actriz Clementina Otero para fundar la Escuela de Arte Teatral del Instituto Nacional de Bellas Artes. Entre las representaciones más destacadas de la institución está Cri-cri, rey del bosque esmeralda, escrita por Gabilondo Soler y por Concepción Sada bajo el seudónimo de Diana Compecson. Continuó su trabajo como traductora con la pieza El pájaro azul de Maurice Maeterlinck, la cual adaptó a un público infantil. En 1948 traduce y adapta Como la primavera de Jerome Chodorov y Joseph Fields, la cual a su vez está basada en la novela Junior Miss de Sally Benson y fue si última colaboración para dicha institución.
A su muerte, en 1981, se creó en su honor el Premio Nacional de Teatro Infantil Concepción Sada, cuya celebración es cada año y entre los ganadores destacados están: Alejandro Licona en 1982 por su obra Guau, vida de perros y Elena Guiochins en 1998 por su pieza teatral titulada Juan Volado.

## Obra dramática
- 1935: El tercer personaje
- 1936: La hora del festín
- 1937: Como yo te soñaba
- 1937: Un mundo para mí
- 1941: En silencio
- 194?: Marujita
- 194?: CRI-CRI, rey del bosque esmeralda